# Viktor Czerny
Viktor Czerny (* 24. Juni 1896 in Prerau, Markgrafschaft Mähren; † 2. Mai 1945 in Ried im Oberinntal) war Forstmeister in Tirol und Gegner des Nationalsozialismus. Er war federführend beim Aufbau einer Widerstandsgruppe im dortigen Gerichtsbezirk tätig.

## Leben

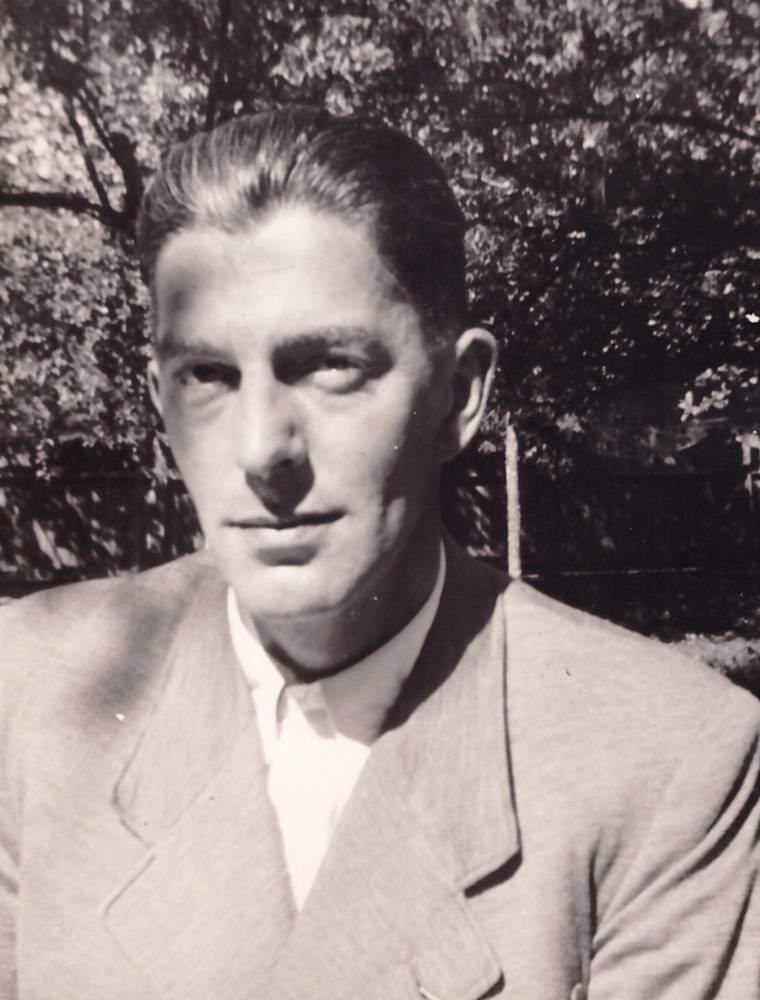
Dipl. Ing. Viktor Czerny im Alter von 40 Jahren (1936) im Garten des Forsthauses in Ried im Oberinntal.

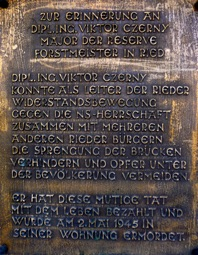
Gedenktafel an der Friedhofsmauer in Ried im Oberinntal. Gestiftet von Schülerinnen und Schülern des BRG Landeck (1989)

Czerny diente im Ersten Weltkrieg in der K. u. K. Armee an der Front. Nach Kriegsende wirkte er als Forstmeister im Oberinntal in Tirol. Im Juni 1932 trat er zuerst der NSDAP bei, die Aufnahme wurde allerdings nicht wirksam. 1938 wurde er in die Wehrmacht einberufen und kämpfte nach Ausbruch des Zweiten Weltkrieges in Norwegen und der Sowjetunion zuletzt im Rang eines Majors. Zum 1. Januar 1940 trat er nun erfolgreich der NSDAP bei (Mitgliedsnummer 7.897.329). Im Juni 1944 wurde er von der Wehrmacht krankheitsbedingt beurlaubt und kehrte zu seiner alten Position als Forstmeister zurück, wo inzwischen sein Stellvertreter Anton Sieber, ein Nationalsozialist, der zugleich Ortsgruppenleiter war, die Stelle übernommen hatte.
In Tirol baute er als Gegner des Nationalsozialismus eine lokale Widerstandsgruppe auf und setzte sich unter anderem am 24. April 1945 für einen Boykott gegen die festgesetzte Einziehung neuer Rekruten ein. Nur Tage danach konnte in der Gemeinde Ried ein für die Wehrmacht an der Grenze im Norden Tirols bestimmter Provianttransport übernommen werden, nachdem die Begleitsoldaten zur Aufgabe und zur Fahnenflucht bewogen worden waren. Die Lebensmittel wurden dem Lazarett und der Zivilbevölkerung zur Verfügung gestellt.
Ebenso unter Czernys Leitung plante diese Gruppe für den 1. Mai 1945 eine dokumentierte bewaffnete Aktion zur Entmachtung der lokalen NS-Verantwortlichen. Dabei sollten Parteifunktionäre, Bürgermeister und Ortsgruppenleiter verhaftet werden. Diese Gruppe hatte auch die Aufgabe, beabsichtigte Brückensprengungen zu verhindern. Wegen plötzlich in Ried auftauchender Wehrmachtseinheiten, die sich am Rückzug aus Italien befanden, musste die Aktion allerdings kurzfristig verschoben werden.
Inzwischen waren jedoch die Parteistellen in Ried und Landeck über die Vorhaben informiert und es kam zu einer Verhaftungsaktion. In der Nacht vom 2. auf den 3. Mai 1945 wurde auf Befehl des Kreisleiters von Landeck, Hans Bernard, das Wohnhaus Czernys von 30 Männern umstellt, die dann auch in die Wohnung eindrangen. Dort weilte seine Frau Theodora Czerny, die wenige Tage zuvor ihren zweiten Sohn entbunden hatte. Der verzweifelte Versuch von Czerny, sich über den Balkon in Sicherheit zu bringen, lieferte den Vorwand dafür, das Feuer auf ihn zu eröffnen. Dabei wurde er erschossen. Die übrigen Mitglieder der Widerstandsgruppe konnten sich durch Flucht in die Berge retten.
Studienrat Heinz Rossi und der 45-jährige kaufmännische Angestellte Hans Joachim Schmölder mussten sich im Oktober 1946 vor dem Volksgericht in Innsbruck wegen des Verbrechens der Denunziation bzw. der Ermordung von Viktor Czerny verantworten. Sein Tod blieb jedoch ungesühnt.

### Gedenken
Zum Gedenken an Viktor Czerny ist eine Gedenktafel an der Friedhofsmauer in Ried im Oberinntal (Tirol) angebracht.